# Rómulo Vallés

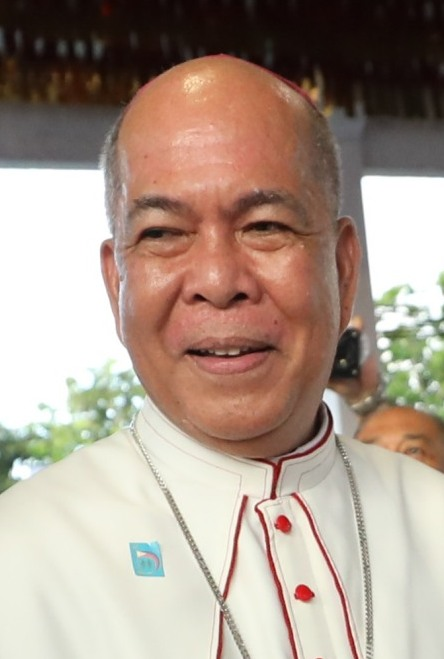
Rómulo Vallés.

Su escudo episcopal.

Rómulo Vallés y Geolina (n. Maribojóc, Bisayas Centrales, Filipinas, 10 de julio de 1951) es un arzobispo católico y teólogo filipino.

## Biografía
Nació el día 10 de julio del año 1951 en el municipio filipino de Maribojóc, que está situado en la Región de Bisayas Centrales. 
Cuando era joven supo que quería dedicar su vida al sacerdocio y eso hizo que ingresara en el seminario diocesano para realizar sus estudios eclesiásticos. Finalmente pudo recibir el sacramento del orden el 6 de abril de 1976, cuando él tenía la edad de 24 años.
Tras ser ordenado sacerdote comenzó a ejercer su ministerio pastoral. También durante esa época obtuvo un doctorado en Teología.
Después de haber ocupado numerosos cargos como sacerdote, el 24 de junio de 1997, a la edad de 46 años fue elevado por el Papa Juan Pablo II a Obispo de la Diócesis de Kidapawan, en sucesión de Juan de Dios Mataflorida Pueblos.
Recibió su consagración episcopal el 6 de agosto de ese mismo año, a manos del entonces Nuncio Apostólico en Filipinas, Gian Vincenzo Moreni que actuó en calidad de consagrador principal. Como co-consagradores tuvo al entonces Arzobispo de Cotabato, Philip Francis Smith y al entonces Obispo de Taúm, Wilfredo Dasco Manlapaz.
Nueve años más tarde, el 13 de noviembre de 2006 fue nombrado por el Papa Benedicto XVI como Arzobispo Metropolitano de la Arquidiócesis de Zamboanga, en sucesión de Carmelo Dominador Flores Morelos.
Posteriormente el 12 de febrero de 2012 fue nombrado como nuevo Arzobispo Metropolitano de Dávao, en sucesión de Fernando Capalla quien a la edad de 77 años presentó al papa su renuncia tras haber llegado al límite de jubilación canónica.
Como nuevo arzobispo se instaló de manera oficial el 22 de mayo tras un solemne rito litúrgico de recepción en el que de forma canónica tomó posesión de la Catedral Metropolitana de San Pedro, en presencia del Nuncio Giuseppe Pinto, diversos cardenales, arzobispos, obispos, sacerdotes y laicos de todo el territorio nacional.
La mañana del sábado 30 de junio, a manos del papa recibió el palio arzobispal durante la celebración de la solemnidad conjunta de San Pedro y San Pablo en la Ciudad del Vaticano.
Además, el 28 de octubre de 2016, el Papa Francisco le nombró miembro de la Congregación para el Culto Divino y la Disciplina de los Sacramentos de la Santa Sede y el 8 de julio de 2017 fue elegido presidente de la Conferencia de Obispos Católicos de Filipinas, sucediendo al Arzobispo de Lingayén-Dagupán, Sócrates Villegas. Asumió este cargo el 1 de diciembre.